# Оряхово (община)
Оря́хово (болг. Община Оряхово) — община в Болгарии. Входит в состав Врачанской области. Население составляет 13 569 человек (на 15 мая 2008 года).

## Состав общины
В состав общины входят следующие населённые пункты:
1. Галово
2. Горни-Вадин
3. Долни-Вадин
4. Лесковец
5. Оряхово
6. Остров
7. Селановци